# 댄 이젤

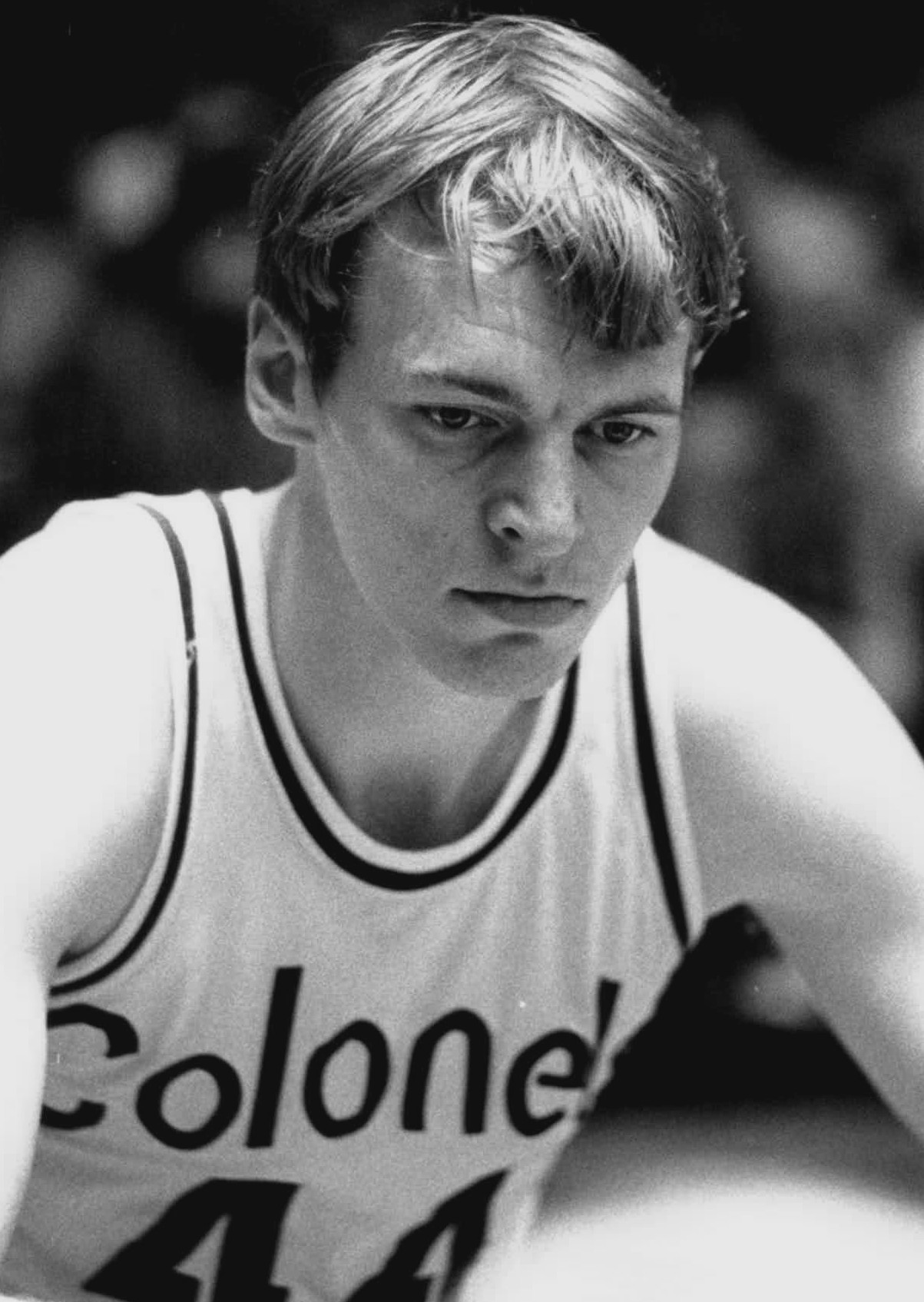
1970년대 켄터키 커널스에서의 모습

댄 이젤(Dan Issel, 본명: 다니엘 폴 이젤, Daniel Paul Issel, 1948년 10월 25일 ~ )은 미국의 전직 프로 농구 선수이자 코치이다. 켄터키 대학교의 뛰어난 대학생인 이젤은 자신의 경력 동안 경기당 25.7득점을 기록하며 학교 기록인 올 아메리칸으로 두 번 선정되었다. 1971년 미국 농구 협회 올해의 신인상을 받은 그는 ABA 올스타에 6회, NBA 올스타에 1회 선정되었다.
다작 득점자인 이젤은 켄터키 대학교의 역대 득점 1위, NBA 덴버 너기츠의 역대 득점 2위, 미국 농구 협회 자체의 역대 득점 2위로 남아 있다. 1985년 이젤이 NBA에서 은퇴했을 때 윌트 체임벌린, 카림 압둘 자바 및 줄리어스 어빙은 더 많은 통산 점수를 획득한 유일한 프로 농구 선수였다. 이젤은 1993년 네이스미스 기념 농구 명예의 전당에 입성했다.

## 프로농구 경력
- 켄터키 콜로넬스(1970~1975)
- 덴버 너기츠(1975~1985)